# Rebecques
Rebecques korábbi község Franciaországban, Pas-de-Calais megyében. Lakosainak száma 494 fő (2018. január 1.). Rebecques Roquetoire és Mametz községekkel határos.
2016. január 1-jén Clarques korábbi községgel egyesült és az így létrejött Saint-Augustin új község része lett.

## Népesség
A település népessége az elmúlt években az alábbi módon változott:
| Lakosok száma | 376  | 377  | 373  | 397  | 398  | 427  | 475  | 813  | 495  | 494  |
|               | 1962 | 1968 | 1975 | 1990 | 1999 | 2008 | 2013 | 2016 | 2017 | 2018 |